# 風見雞 (作家)
風見雞（1991年—），日本男性作家。出身於山口縣。2016年開始在小說投稿網站KAKUYOMU連載，並獲得第一屆KAKUYOMU網路小說大賽特別獎。

## 作品
以「風見鶏」為筆名
- 《放學後，到異世界咖啡廳喝杯咖啡》（2017年6月－2019年7月，富士見Fantasia文庫）
- 《即將永別的異世界、仍將來臨的明天》（2020年2月－，富士見Fantasia文庫）

以「高橋佐理」為筆名
- （2020年6月－，KADOKAWA）[3]
- （2021年6月－，KADOKAWA）[4]

## 外部連結
- （日語） 風見雞的X（前Twitter）
- （日語） 風見鶏的KAKUYOMU帳戶 （页面存档备份，存于）
- （日語） 風見鶏的note帳戶